# Valentino Cerruti
Valentino Cerruti (Crocemosso, 14 febbraio 1850 – Crocemosso, 20 agosto 1909) è stato un matematico, fisico e politico italiano.

## Biografia
Nel 1873 si laurea in ingegneria al Politecnico di Torino e diventa insegnante privato dei figli del ministro Quintino Sella, suo conterraneo. In seguito ottiene un posto come assistente nella Scuola d'Ingegneria dell'Università di Roma; qui nel 1877 vince un concorso e viene promosso a docente di meccanica razionale, un ruolo che ricopre per il resto della sua vita. Le sue ricerche hanno riguardato soprattutto la teoria dell'elasticità e la fisica matematica. Dimostrò il teorema di Menabrea.
Fra il 1883 e il 1884 è commissario della Biblioteca universitaria Alessandrina di Roma. Nella sua carriera è stato anche rettore dell'Università di Roma (fra il 1888 e il 1892 e poi fra il 1900 e il 1903) e Segretario Generale del Ministero dell'Istruzione, oltre che membro del Consiglio Superiore della Pubblica Istruzione.
È considerato inoltre il vero fondatore della Biblioteca Centrale della Facoltà di Ingegneria dell'Università di Roma, che ha ampliato fino a renderla la più importante in Italia nel suo settore.
È stato anche membro dell'Accademia dei Lincei; dal 1901 sino alla morte ha ricoperto la carica di Senatore del Regno d'Italia.

## Pubblicazioni
- Cerruti, V. "Sopra un teorema del Sig. Menabrea." Atti della Regia Accademia dei Lincei 2.II (1875): 570-581.